# Die Anomalie
Die Anomalie (Originaltitel L’Anomalie) ist ein Roman von Hervé Le Tellier, der am 20. August 2020 von den Éditions Gallimard veröffentlicht wurde. Im selben Jahr erhielt der Roman mit dem Prix Goncourt den prestigeträchtigsten französischen Literaturpreis. Der Rowohlt-Verlag veröffentlichte die erste deutschsprachige Ausgabe im September 2021 in der Übersetzung von Jürgen und Romy Ritte.

## Inhalt
Dieser oulipotische Roman gliedert sich in drei Abschnitte: Schwarz wie der Himmel, Das Leben ist ein Traum, heisst es und Das Lied vom Nichts, drei Auszüge aus Gedichten von Raymond Queneau. Eine ausgeklügelte zeitliche Konstruktion rund um die Landedaten zweier Flüge derselben Boeing am 10. März und 24. Juni 2021 setzt den Rahmen, um die Bedeutung von Ereignissen aufzuzeigen, die sich in den 106 Tagen dazwischen abspielen können. Der Roman wirft Fragen zur Realität der Welt und zur Fiktion auf.

## Stilistische Merkmale
Die Anomalie beginnt mit der Vorstellung einiger Personen in jeweils einem Kapitel, die jeweils in eigenem Stil geschrieben sind, wie etwa Thriller, psychologischer Roman oder introspektive Erzählung. In den Beschreibungen wird den Lesenden relativ rasch klar, dass ein Ereignis – die Anomalie eines Fluges von Paris nach New York – diese Personen miteinander verknüpft. Darüber hinaus, in einer Andeutung von Selbstbezüglichkeit, ist der Titel des Buches, welches einer der Protagonisten schreibt, „Die Anomalie“.
Le Telliers Roman ist inhaltlich beeinflusst von postmoderner Science-Fiction, die in Richtung Cyberpunk geht.
Weiterhin findet sich ein Einfluss von Fernsehserien. Der Roman ist gespickt mit literarischen Anspielungen und einer Reihe kritischer Einlassungen, die insbesondere die Verlagswelt betreffen, die Gewalt der US-amerikanischen Kriege und den homophoben Hass in Afrika.
Le Tellier selbst bezeichnet seinen Roman als „Scoubidou“, eine anschauliche Metapher zur Struktur des Buches mit seiner Verflechtung von zehn ungleich ausgestalteten Figuren, die in einen gemeinsamen Kontext eingebunden sind, nämlich den ursprünglichen Flug, der sie zusammengeführt hat.

## Hauptfiguren
Im ersten Abschnitt stellt der Roman neben dem Piloten der Boeing sieben Protagonisten vor, die alle nach der ersten Landung ihr Leben stark verändern, sowie zwei Mathematiker, die dazu beitragen sollen, das Rätsel der beiden aufeinanderfolgenden Flüge zu lösen. In der Reihenfolge ihres Auftretens werden dem Leser zehn Personen vorgestellt, deren Verflechtungen er nach und nach versteht.

### Blake
Ruchloser, penibler und vorsichtiger Auftragskiller: „jemanden umzulegen, das ist doch gar nichts. Man muss beobachten, überwachen, sehr viel nachdenken, und im entscheidenden Augenblick eine Leere schaffen.“. Er ist Franzose und führt ein Doppelleben. Mit einer Frau und seinen zwei Kindern lebt er in Paris, wenn er nicht unter falschem Namen zur Ausführung seiner Aufträge reist. Er ermordet seinen Doppelgänger, um seine gespaltene Existenz fortsetzen zu können.

### Victor Miesel
Erfolgloser Schriftsteller, der Selbstmord begeht, bevor er seinen letzten Roman mit dem Titel Die Anomalie veröffentlicht, der zum Kultbuch wird. Die Figur soll von zwei toten Schriftstellern, darunter Édouard Levé, und zwei befreundeten lebenden Schriftstellern inspiriert worden sein.

### Lucie Bogaert
Filmeditorin, Französin. Ihre Beziehung zu André Vannier, einem dreißig Jahre älteren Architekten, ist nicht mehr harmonisch.

### David Markle
US-amerikanischer Pilot, an Bauchspeicheldrüsenkrebs erkrankt, der zu spät erkannt wurde.

### Sophia Kleffman
7-jähriges Mädchen, Tochter eines US-Soldaten, der in Afghanistan und im Irak diente.

### Joanna Woods
Schwarze US-amerikanische Anwältin, die eine große Pharmafirma vertritt.

### Slimboy
Homosexueller nigerianischer Sänger, der es leid ist, mit einer Lügengeschichte zu leben. Er wird durch eines seiner Lieder bekannt, das er auf seinem Flug nach New York schrieb.

### Adrian Miller
US-Amerikaner, Wahrscheinlichkeitstheoretiker, Lehrer in Princeton.

### Meredith Harper
Britin, Mathematikerin in Topologie, Lehrerin in Princeton.

### Jamy Pudlowski
Offizierin des FBI, Leiterin der Abteilung „Psychologische Operationen“, PsyOp.

### André Vannier
Französischer Architekt, Leiter von Vannier & Edelman. Seine Beziehung mit Lucie, die dreißig Jahre jünger ist als er, ist vom Scheitern bedroht.

## Das abschließende Rätsel
Am Schluss des Romans geht der Text mitten im Satz in ein Kalligramm über. Immer mehr Buchstaben und Satzzeichen verschwinden aus den Zeilen, es sind kaum noch ganze Wörter zu sehen, während die Zeilenbreite schrumpft, bis sie nur noch aus einem einzigen Zeichen besteht: Lesende können hier versuchen, einen großteils abwesenden Text zu erraten.
In dieser Schlusssequenz findet sich die Buchstabenfolge w.u.c.h.e.r.u.n.g  (dt. Übersetzung) beziehungsweise u.l.c.é.r.a.t.i.o.n.s (frz. Original), eine offensichtliche Anspielung auf die Schrift Ulcérations von Georges Perec, die 1974 die erste Veröffentlichung in der oulipotischen Bibliothek war. Die letzten Buchstaben können so gelesen werden, dass sie in vertikaler Richtung das Wort „ende“ (!) bilden (im frz. „fin“).
Wenn der letzte trichterförmig gesetzte Textabschnitt einen Schlüssel zum Roman liefert, dann ist es ein absichtlich unvollständiger Schlüssel. Bei einem Rundtischgespräch am 14. Mai 2021 in der Pariser Maison de la poésie sprachen Hervé Le Tellier und neun der Übersetzer von L'Anomalie ausführlich über diese letzte Seite. Der Autor bestätigt zwar die Existenz eines zugrunde liegenden Textes, weigert sich aber, diesen bekannt zu machen, und überlässt es lieber den Lesern und Übersetzern, diesen zu rekonstruieren.